# Spornik
Spornik je naslov knjige Borislava Jovanovića, crnogorskog književnika i književnoga kritičara, s izborom poezije Radovana Zogovića u povodu obljetnice stogodišnjice njegova rođenja. Tiskan je Spornik u nakladi Dukljanske akademije nauka i umjetnosti iz Podgorice, u okviru edicije Skriptorij.

## Opće naznake
Sudbinu Zogovića (1907. – 1986.), koncem 1930-ih afirmiranog književnika i člana KPJ, partizana, od 1945. visokog dužnosnika Druge Jugoslavije koji se nakon 1948. (sukob u povodu rezolucije Informbiroa) kao idealizirani marksist svojevoljno povukao s dužnosti i bio od vlasti izoliran zbog simpatija spram SSSR-a - opisuje Jovanović kao njegov unutarnji rascjep "između svojih revolucionarnih ideja i drevnog osjećanja pjesme, između svjetske pravde i nepravde, između Crne Gore i njezinog tragičnog usuda u 20. stoljeću".
Profilirao je Jovanović izbor Zogovićeve poezije kroz "koncept koji apstrahira sve kronologijske dodire", s ciljem da od ukupnosti njegova autorskog opusa (re)strukturira jednu koherentiranu poetičko-društvenu i tematsku "zogovićevsku transferzalu". On navodi kako svojim izborom Zogovićeve poezije nije htio "skinuti petokraku" sa Zogovića, koja ostaje "neizostavno sastavnim dijelom njegova ukupnoga portreta". "Htio sam samo od simbola jedne ideologije razlučiti simbole onog duboko poetiziranog u duboko poetiziranom; dakle, tražio sam poeziju u poeziji".

## Enigma Zogović
U predgovoru Spornika Jovanović kaže:
"Radovan Zogović je cijela jedna enigma, krunski izazov, i stoljetna dobit crnogorske poezije i literature. Rekao bih, i cijela jedna antologija u crnogorskom poetičkom panoptikumu: čvorno mjesto, nedovoljno istraženo i objašnjeno. Paradigma modernog i klasičnog. Samozatajena, samosebna, stilska, jezična i književna pojava. Mukotrpan, ali ostvaren prodor u mitski i kišoviti šapat svijeta, u sveljudski događaj lirskog. Čitati Zogovića znači, istovremeno, postajati pjesnik ili osjetiti potrebu za identificiranjem s jakom dozom pjesništva koju emanira njegov tekst".
Primjećuje Jovanović kako je, tijekom decenija, "Zogović tražio i našao svoje pjesništvo koje će skrajnuti čistu idejnost (ideologiziranost) u onoj mjeri koja će svoje oslonce potražiti u samim ponorima života ne gubeći vjeru u neke druge motivske i semantičke harmonije koje će sačuvati nit realističkog i njegoševskog optimizma".
"Od pjesnika 'krvave pogače sunca' i 'usta krvava pjena' postajao je (Zogović) pjesnik sa 'zelenom azbukom listića", veli Jovanović i citira Zogovićeve stihove:
"On je moj sadašnji prijatelj, bez uzmaka/Jedini gost moj, pobornik moj i spornik. I kad se, ushodan, od zida do zida, odbijam kao omča/Il' čovjek što omču veže i klati sam u sebi/On uvrne lišće, on sklopi grane, on se skopča/I maše kažiprst: Da se ne bi, da se ne bi".

## Zogović i crnogorski jezik
"A ono što je u svemu tome odnijelo prevagu", piše Jovanović, "pjesničku anticipaciju teksta, jeste Zogovićevo urođeno svojstvo izvornoga osjećanja svog, crnogorskog jezika, pjevajući sam taj jezik. U ovom pjesniku ovaj jezik je dobio svoj najintrigantniji procvat - moderno jezičko svanuće do kojega se došlu upjesničenjem prajezičnog i folklornog".

## Izbor
Za izbor Spornik Zogovićeve poezije, koristio je Borislav Jovanović, zbirke pjesama Prkosne strofe (Beograd, 1947.), Artikulisana riječ (Beograd, 1965), Žilama za kamen (Titograd, 1969.), Lično, sasvim lično (Beograd, 1971.), Knjažeska kancelarija (Titograd, 1976.) i Susret za sjutra (1985.).
Podjeljen je Spornik u sljedeća poglavlja (izvor. crnogorski): Prolog, Spornik, Jaspis, Eljda i vjetar, Došljaci - pjesme Ali Binaka, Noć skuplja vijeka, Susret za sjutra.

## Kritika
Crnogorska književna javnost je osobitim interesom propratila tiskanje Spornika. Književni kritičar Rajko Cerović u svom tekstu na stranicama lista Pobjeda je napisao (citat izvorni, crnogorski):
"Borislav Jovanović se poduhvatio pokušaja da, u odnosu na do sada uobičajeni način razumijevanja poezije Radovana Zogovića, učini novo čitanje, odnosno skrene pažnju na ranije malo uočene osobenosti Zogovićevog pjesničkog izraza... Borislav Jovanović u knjizi dobro odabranog naslova Spornik ispravno teži da pjesnika Radovana Zogovića izvuče iz prilično banalizovanog klišea zastupnika takozvane socijalne literature, i između dva rata i u poratnom periodu, odnosno pjesnika revolucionarnog zanosa i žrtve za mogući pravedniji i ljudskiji svijet. Iako je plamena vjera naših međuratnih i ratnih revolucionara bila dobrim dijelom utopijska, i ako su se mnoge njihove nade kasnije izvrgavale u totalitarizam i vlastitu suprotnost, nikad se više neće roditi pokoljenje koje će s tako plamenim uvjerenjem jurišati na barikade i, prezirući smrt, ginuti za dva ideala: slobodu od okupatora i san o pravednijem društvu. Nije li i grijanje tako plemenitom utopijom, odnosno idealom jednakosti i slobode, bivalo samo po sebi pjesma čijem zovu se nijesu lako mogli oduprijeti istinski vjernici revolucije. Nema nikakve sumnje da je to Zogović, u svojoj generaciji, više od ostalih, bio. Da mnoge vrijednosti crnogorske književne baštine danas traže novo čitanje i tumačenje, da je, konačno, crnogorska književnost dospjela, možda prvi put, do visokog stupnja vlastite samosvijesti, ili duboke zapitanosti nad sobom, svjedoči i knjiga pjesnika Marka Vešovića posvećena poeziji, odnosno jeziku Radovana Zogovića. Obje knjige, i Spornik i Vešovićeva obimna i nadahnuta studija, kao dio Vešovićeve doktorske disertacije, izašle su, ne slučajno, ove (2009. - prim.a.) godine. Po svoj prilici, oba su autora u isto vrijeme osjećali prijeku potrebu da spasavaju Zogovića od filistarske predstave o njemu kao samo pjesniku revolucionarne strasti. Vešović najveće domete Zogovićevskog pjesništva gotovo pripisuje petnaestogodišnjoj Zogovićevoj kućnoj konfinaciji, a plodovima te surove pjesnikove usamljenosti i Borislav Jovanović smatra Zogovićeva najznačajnija pjesnička ostvarenja".

## Vanjske poveznice
- Prikaz knjige Spornik Borislava Jovanovića u dnevnom listu Vijesti[neaktivna poveznica]